# Brandon Scott Jones
Brandon Scott Jones (* 6. Juni 1984 in Bel Air, Harford County, Maryland) ist ein US-amerikanischer Schauspieler und Drehbuchautor.

## Leben
Brandon Scott Jones erhielt seine Schauspielausbildung am New York Conservatory for Dramatic Arts, später besuchte er auch die New York Film Academy. Am Upright Citizens Brigade Theatre stand er 2016 in We Know How You Die! auf der Bühne.
2018 war er in der Filmbiografie Can You Ever Forgive Me? mit Melissa McCarthy basierend auf den Memoiren von Lee Israel als Glen zu sehen. 2019 spielte er in der romantischen Komödie Isn’t It Romantic mit Rebel Wilson ihren Nachbarn Donny. In der Serie The Other Two von Comedy Central verkörperte er ab 2019 die Rolle des Curtis Paltrow, fungierte als Koproduzent und schrieb das Drehbuch zur Folge Chase ist Gast-Redakteur bei Vogue. 2022 war er in der Filmkomödie Senior Year, zu der auch am Drehbuch mitwirkte, erneut mit Rebel Wilson in der Hauptrolle, als Mr. T zu sehen.
Für seine Darstellung des Captain Isaac Higgintoot in der ab 2021 veröffentlichten CBS-Serie Ghosts mit Rose McIver und Utkarsh Ambudkar wurde er unter anderem im Rahmen der Critics’ Choice Television Awards 2022 und 2023 als bester Nebendarsteller in einer Comedyserie sowie im Rahmen der Saturn-Award-Verleihung 2022 als bester TV-Nebendarsteller nominiert. In der Horrorkomödie Renfield (2023) mit Nicholas Hoult, Nicolas Cage und Awkwafina übernahm er die Rolle des Leiters einer Selbsthilfegruppe Mark.
In den deutschsprachigen Fassungen wurde er unter anderem von Karlo Hackenberger in Ghosts, von Leonhard Mahlich in Senior Year, von Dirk Stollberg in Isn’t It Romantic, von Arne Stephan in Can You Ever Forgive Me? sowie von Falk Schuster in Other People synchronisiert.

## Filmografie (Auswahl)
Als Schauspieler
- 2003: All My Children (Fernsehserie, Episode 8616)
- 2008: Stone Cold Fox (Fernsehserie)
- 2009: Rhonda Casting (Fernsehserie, Episode 1x02 Brandon)
- 2009: UCB TourCo (Fernsehserie)
- 2009–2012: UCB Comedy Originals (Fernsehserie, 5 Episoden)
- 2010: Diamonds Wow! (Fernsehserie, Episode 1x01 Sex Drugs & the Hard Rock Cafe)
- 2012: Jest Originals (Fernsehserie, 2 Episoden)
- 2012: UCB Live! (Fernsehserie)
- 2013: Rejected Pitches (Fernsehserie, Episode Die Hard)
- 2013: Late Show with David Letterman (Fernsehserie, Episode 20x104)
- 2013: Very Mary-Kate (Fernsehserie, 4 Episoden)
- 2014: Ramsey Has a Time Machine (Fernsehserie, Episode 1x02 Hitler)
- 2014: Good Dads (Fernsehfilm)
- 2014: 24x24 (Fernsehserie, 24 Episoden)
- 2014: John and Geoff are Married (Miniserie)
- 2014: Sitters: The Series (Fernsehserie, 3 Episoden)
- 2016: Other People
- 2016: Netflix Presents: The Characters (The Characters, Fernsehserie, 2 Episoden)
- 2016: Bühne des Lebens (Don’t Think Twice)
- 2016: Broad City (Fernsehserie, Episode 3x05)
- 2016: Girls (Fernsehserie, Episode 5x05)
- 2016: Week (Miniserie, Episode Deep Inside: The Alien)
- 2016: Difficult People (Fernsehserie, Episode 2x10)
- 2015–2016: The Late Show with Stephen Colbert (Fernsehserie, 2 Episoden)
- 2016: Spanglish (Kurzfilm)
- 2017: Above Average Presents (Fernsehserie, 4 Episoden)
- 2018: Can You Ever Forgive Me?
- 2019: Isn’t It Romantic
- 2019: Schooled (Fernsehserie, Episode 2x02)
- 2019–2020: The Good Place (Fernsehserie, 9 Episoden)
- 2019–2023: The Other Two (Fernsehserie, 15 Episoden)
- seit 2021: Ghosts (Fernsehserie)
- 2022: Senior Year
- 2023: Renfield

Als Drehbuchautor
- 2021: The Other Two (Fernsehserie, Episode Chase ist Gast-Redakteur bei Vogue)
- 2022: Senior Year

## Auszeichnungen und Nominierungen
Critics’ Choice Television Award
- 2022: Nominierung als bester Nebendarsteller in einer Comedyserie für Ghosts
- 2023: Nominierung als bester Nebendarsteller in einer Comedyserie für Ghosts
- 2025: Nominierung als bester Nebendarsteller in einer Comedyserie für Ghosts[9]

Saturn Award
- 2022: Nominierung als bester TV-Nebendarsteller für Ghosts
- 2025: Nominierung als bester TV-Nebendarsteller für Ghosts